# Jels
Jels – miasto w Danii, w regionie Dania Południowa, w gminie Vejen.